# Clive Puzey
Clive Puzey (Bulawayo, 11 juli 1941) is een voormalig Formule 1-coureur uit Rhodesië, het voormalige Zimbabwe. Hij nam deel aan de Grand Prix van Zuid-Afrika in 1965 voor het team Lotus, maar wist zich niet te kwalificeren. Hij is een van de slechts 3 coureurs uit Rhodesië die zich inschreef voor een Formule 1 Grand Prix.